# جشنة حمراء الحنجرة
جشنة حمراء الزور أو أبو فصية أحمر الزور (الاسم العلمي: Anthus cervinus) (بالإنجليزية: Red-throated Pipit) هو طائر صغير من الجواثم ينتمي ل التمرة وأم عجلان (فصيلة: Motacillidae).

## التكاثر

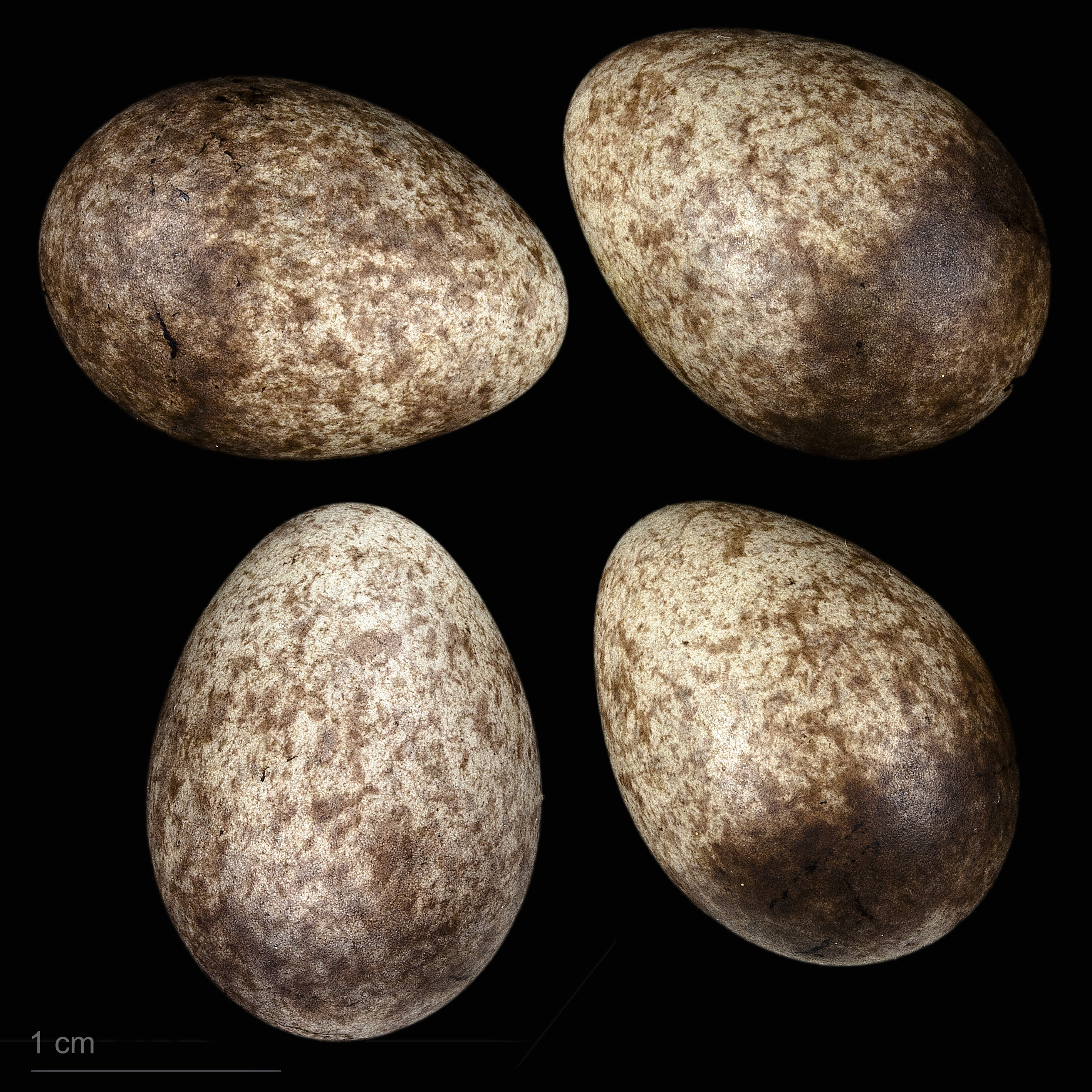
بيض جشنة حمراء الزور

يتكاثر في الفترة من مايو إلى أغسطس، ويقوم الذكر بحفر حفرة، بينما تقوم الأنثى ببناء العش فيها من الحشائش وأوراق الشجر، وتضع الأنثى من 4-6 بيضات، تقوم الأنثى بحضانتها لمدة 11-14 يوماً.

## الوصف
جشنة صغيرة تتميز بأن منطقة الحلق والجزء العلوي من الصدر والوجه والحاجب حمراء خاصة في فصل الخريف، وفي بعض الأحيان يكون لونها أصفر محمر يكون لامعاً في الذكر، والناحية الظهرية لونها بني غامق متشكلة على هيئة خطوط داكن وفاتحة من الناحية البطنية مع وجود لطخات بنية قائمة على هيئة خطوط متقطعة بالذات في منطقة الصدر.